# بردا ای.۴
بردا ای. ۴ (به انگلیسی: Breda_A.4) یک هواگرد ملخ‌پیشین تک‌موتوره از نوع دوباله آموزشی ساخت شرکت Breda است. هواگرد بردا ای. ۴ نخستین پروازش را در ۱۹۲۶ میلادی انجام داد.